# Hallacar
Hallacar, hijo de Hallatan de Hyarastorni, era un descendiente de Vardamir Nólimon. En 1000 S. E., Ancalimë, la hija de Tar-Aldarion, se casó con él. Después del nacimiento de su hijo, Anárion en 1003 S. E., hubo enfrentamientos entre Hallacar y su esposa.
Ancalimë vivía en Emerië, escondida en una granja que bordeaba las tierras de Hallatan para evitar a los pretendientes, cuando conoció a un pastor llamado Mámandil. Ella disfrutó de su compañía ya que él era un cantante habilidoso y lo conoció a menudo en los pastos. Eventualmente, él le declaró su amor, pero Ancalimë se mostró reacia ya que era la heredera del Rey. Mámandil luego reveló que en realidad era Hallacar, miembro de una rama menor de la Casa de Elros. Aun así, Ancalimë lo rechazó, aunque más tarde se casaron.
Los hechos difieren en cuanto a los detalles de su matrimonio. Una versión decía que Hallacar persistió en buscar su mano y que Ancalimë fue presionada por el Consejo real para que lo aceptara y dar tranquilidad al reino. Otra versión decía que cuando su primo Soronto la llamaba para que renunciara al trono (pues en aquel momento se requería que una heredera femenina renunciara si no estaba casada), se casó con Hallacar para molestar a Soronto. Otra cuenta más sugirió que Ancalimë se casó con Hallacar después de que se eliminara la ley sálica, para asegurarse de que Soronto no pudiera convertirse en rey si ella no tenía hijos.
Lo que estaba claro era que Ancalimë no deseaba ni amor ni hijo. Después de que Anárion naciera, ella y Hallacar se separaron. La situación no mejoró cuando Hallacar arregló en secreto la boda secreta de sus sirvientes, cosa que la reina le había prohibido.
- Datos: Q23793252